# Rio Negro (gemeente in Paraná)
Rio Negro is een gemeente in de Braziliaanse deelstaat Paraná. De gemeente telt 31191 inwoners (schatting 2009).